# Carretera Federal 68
La Carretera Federal 68 es una carretera Mexicana que recorre el estado de Nayarit, inicia en Acaponeta y termina en Playa Novillero, tiene una longitud total de 36 km. 
Las carreteras federales de México se designan con números impares para rutas norte-sur y con números pares para las rutas este-oeste. Las designaciones numéricas ascienden hacia el sur de México para las rutas norte-sur y ascienden hacia el Este para las rutas este-oeste. Por lo tanto, la carretera federal 68, debido a su trayectoria de este-oeste, tiene la designación de número par, y por estar ubicada en el Norte de México le corresponde la designación N° 68.

## Trayecto

### Nayarit
- Acaponeta – Carretera Federal 15
- El Pino – Carretera Federal 15D
- Agua Verde
- Tecuala
- Río Viejo
- Paso Hondo
- Chocota
- El Novillero
- Playa Novillero